# 內卡
內卡（波斯語：‎，羅馬化：Nekā’ 或 Nekā）是伊朗的城市，位於該國北部裡海南岸，由馬贊德蘭省負責管轄，距離薩里市約20公里，市內有中東地區其中一座最大型的熱能發電站，2012年人口53,331。

## 外部連結
- Cultural heritage news agency（页面存档备份，存于）
- Photos of Sari and Suburbs as taken in the spring of 2003 （页面存档备份，存于）